# کیش‌کون‌مایشا
شهر کیش‌کون‌مایشا (به مجاری: Kiskunmajsa) در باچ-کیش‌کون در کشور مجارستان واقع شده‌است. جمعیت این شهر ۱۱٫۸۷۸ نفر است.

## نگارخانه

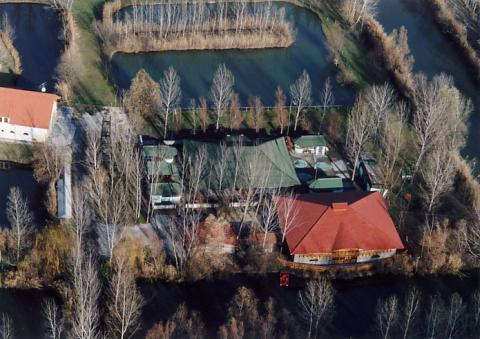
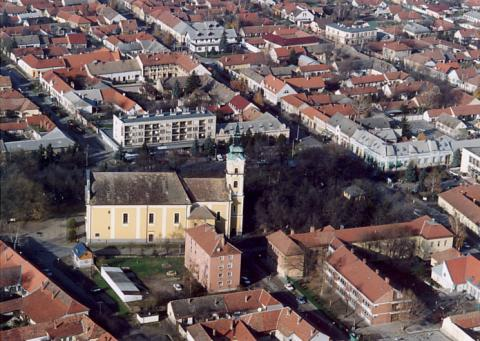
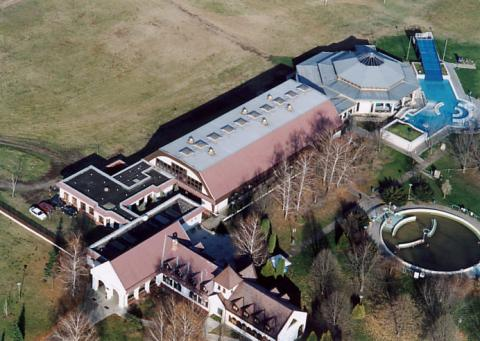